# Paranoid (canción de Black Sabbath)
«Paranoid» es una canción interpretada por el grupo de heavy metal inglés Black Sabbath. La canción aparece en el segundo álbum de la banda, Paranoid, y a pesar de que fue creada como un relleno para el álbum, se convirtió en una de las canciones más famosas de la banda. La compañía discográfica cambió el nombre del álbum de War Pigs, como fue nombrado originalmente, por Paranoid, ya que temían una reacción negativa de las personas que apoyaban la Guerra de Vietnam. En la breve reseña sobre la canción en su lista de las 500 mejores canciones de la revista Rolling Stone (en la cual ocupa el puesto 250), el redactor comenta que es «una ráfaga protopunk de dos minutos» y que «demostró la poca distancia que había entre el heavy y los Ramones».
«Paranoid» fue lanzada como un sencillo, con «The Wizard» como lado B, en el Reino Unido en julio de 1970 y alcanzó el puesto 4 en las listas de popularidad de ese país. También logró ser número uno en Alemania y obtuvo la segunda posición en el Dutch Top 40 de Países Bajos y en las listas de Bélgica y Suiza. En cambio en los Estados Unidos, alcanzó la ubicación número 61.
La canción ocupó el puesto 34 en la lista de VH1 de mejores 40 canciones de metal y el puesto 4 en la lista VH1 Greatest Hard Rock Songs en 2009. En marzo de 2005, la revista Q colocó la canción en el lugar 11 en su lista de las 100 mejores canciones de guitarra. La revista Rolling Stone la colocó en el puesto 250 de las 500 mejores canciones de todos los tiempos. También aparece en el libro The Top 500 Heavy Metal Songs of All Time de Martin Popoff como la mejor canción de heavy metal de todos los tiempos. La canción fue usada en los juegos Guitar Hero III: Legends of Rock y Rock Band, así como en el anuncio del nuevo Nissan Qashqai en 2017.

## Versiones
La banda de thrash metal Megadeth realizó una versión de la canción para el álbum tributo a Black Sabbath Nativity in Black. The Dickies también realizaron una versión para su álbum The Incredible Shrinking Dickies. Vince Neil, vocalista de Mötley Crüe, también hizo una versión para el disco tributo a Ozzy Osbourne Bat Head Soup (2000). La banda Type O Negative realizó una versión para su álbum The Origin of the Feces. Igualmente, Avenged Sevenfold realizó una versión para el álbum tributo Covered, A Revolution in Sound, lanzado en 2009. La banda norteamericana Weezer hizo lo propio, su versión del clásico fue incluida en su disco de covers de 2019.

## Legado
"Paranoid" ocupó el puesto 34 en las 40 mejores canciones de metal de la red de televisión por cable VH1. En marzo de 2005, La revista Q la colocó en el puesto número 11 en su lista de las 100 mejores pistas de guitarra. Rolling Stone la ubicó en el puesto 250 en su lista de las 500 mejores canciones de todos los tiempos. "Paranoid" fue clasificada como la quinta mejor canción de Black Sabbath por Rock - Das Gesamtwerk der größten Rock-Acts im Check.
La grabación original de Black Sabbath se ha utilizado numerosas veces en varias películas y programas de televisión, incluidos Sid & Nancy,Aturdido y confundido,The Stoned Age,Any Given Sunday,Almost Famous,We Are Marshall,Angry Birds: La película, Suicide Squad, Kong: Skull Island y CHiPs, y Gato malo. La canción se utilizó en los videojuegos Rock n 'Roll Racing, Guitar Hero 3, Madden NFL 10, WWE 2K17 y Dave Mirra Freestyle BMX 2.
La canción fue versionada por el grupo rock industrial The Clay People para el álbum recopilatorio de varios artistas Shut Up Kitty, lanzado en 1993.
Soft Cell estaba interpretando su versión de "Paranoid" en los primeros conciertos en vivo, antes de lanzar su álbum debut; La grabación de demostración de la portada se lanzó en el álbum recopilatorio The Bedsit Tapes en 2005.
Una versión en vivo de Doctor and the Medics se incluyó en el 12" de su sencillo "Burn", en 1986.
En Finlandia, "Paranoid" tiene el mismo estatus que "Free Bird" de Lynyrd Skynyrd en los Estados Unidos como una canción que la audiencia encuentra graciosa para pedir durante un concierto. Entonces, independientemente de la banda o el estilo de música en cuestión, alguien puede gritar " Soittakaa 'Paranoid'!"  ("¡Toca 'Paranoid'!") durante un concierto.